# Quinta del Buitre
La Quinta del Buitre és el nom rebut per la generació de futbolistes del planter del Reial Madrid CF que van dominar la lliga espanyola als anys 80. Aquest ve del malnom del membre més carismàtic del grup, Emilio Butragueño. Els altres membres van ser Manolo Sanchís, Martín Vázquez, Míchel i Miguel Pardeza.
Sanchís i Martín Vázquez van ser els primers a jugar amb el primer equip blanc, debutant a La Condomina el 4 de desembre de 1983 davant el Reial Múrcia. L'equip madrileny, entrenat per Alfredo Di Stéfano, va guanyar amb un únic gol marcat per Sanchís. El 5 de febrer de 1984, el futbolista amb més talent del grup, Emilio Butragueño, debutava al Ramón de Carranza contra el Cadis CF. El jove jugador va marcar dos gols a la segona part, donant el triomf al seu equip per 2-3. Aquell any també seria el màxim golejador de la Segona Divisió amb el Castella. Miguel Pardeza debutaria aquella mateixa temporada, i Míchel ho faria a la temporada següent, amb Amancio Amaro d'entrenador.
Pardeza deixaria el club blanc per anar al Reial Saragossa el 1986. Els altres quatre formarien part d'un equip que guanyaria dues Copes de la UEFA i cinc lligues espanyoles consecutives.
Martín Vázquez deixaria el club per jugar al Torino el 1990. Tornaria anys més tard per jugar entre 1992 i 1995 al conjunt blanc. Butragueño i Míchel se n'anirien a Mèxic per jugar a l'Atlético Celaya.
Sanchís va ser l'únic jugador de la Quinta que només va jugar al Reial Madrid. Va guanyar la Lliga de Campions de la UEFA el 1998 i el 2000, retirant-se el 2001. És el jugador que més partits ha jugat amb el Real Madrid (524 partits, 490 de titular), amb un total de 43.871 minuts sobre el terreny de joc.
Butragueño va entrar a la directiva del seu club el 2001 sota la presidència de Florentino Pérez, on hi va estar durant 5 anys com a Director General Adjunt. Míchel actualment és coordinador de les categories inferiors del conjunt blanc, així com l'entrenador del Reial Madrid Castella.
Al Reial Madrid van coincidir amb jugadors de primer nivell com Santillana, Juanito, Rafael Gordillo, José Antonio Camacho, Jorge Valdano, Bernd Schuster, Hugo Sánchez, Fernando Hierro, Michael Laudrup, Iván Zamorano i Raúl González.